# Rokitno Wołyńskie
Rokitno Wołyńskie (ukr. Рокитне-Волинське, ros. Рокитно-Волынское) – stacja kolejowa w miejscowości Rokitno, w rejonie sarneńskim, w obwodzie rówieńskim, na Ukrainie. Położona jest na linii Kijów – Korosteń – Sarny – Kowel.
Stacja istniała przed II wojną światową. Początkowo nosiła nazwę Rokitno, następnie zmieniono ją na obecną.